# Adinazolam
L'adinazolam (commercialisé sous le nom de Deracyn) est une benzodiazépine, et plus précisément, une triazolobenzodiazépine (TBZD). Il possède des propriétés anxiolytiques, anticonvulsivantes, sédatives, et antidépressives.

## Mode d'action
Comme toutes les benzodiazépines, l'adinazolam agit comme un agoniste sur les récepteurs GABAA en simulant l'effet inhibiteur de l'acide γ-aminobutyrique (GABA) au niveau du système nerveux central.

## Mise sur le marché
L'adinazolam n'a jamais été approuvé par la Food and Drug Administration (FDA) et n'a jamais été disponible au public.